# Stanwell Park
Stanwell Park is een plaats in de Australische deelstaat New South Wales en telt 1078 inwoners (2006).